# Lockdown (2009)
Lockdown 2009 fue la quinta edición de Lockdown, un evento PPV de lucha libre profesional producido por la Total Nonstop Action Wrestling (TNA). Tuvo lugar el 19 de abril del 2009 en el Liacouras Center en Filadelfia, Pensilvania. Como en todas sus ediciones, este PPV tiene como especial en todas sus luchas Six Sides of Steel.

## Resultados
- Dark match: Eric Young derrotó a Danny Bonaduce
  - Young cubrió a Bonaduce con un "Roll-Up".
  - Después de la lucha, Bonaduce atacó a Young hasta que Rhino acudió a defenderlo.
- Suicide derrotó a Jay Lethal, Consequences Creed, Sheik Abdul Bashir y Kiyoshi reteniendo el Campeonato de la División X
  - Lethal cubrió a Kiyoshi después de un "Diving Elbow Drop".
  - Bashir cubrió a Creed después de un "DDT".
  - Bashir cubrió a Lethal después de un "Suicide Solution" de Suicide.
  - Suicide ganó tras escapar de la estructura.
- ODB derrotó a Daffney, Madison Rayne y Sojournor Bolt en un Queen of the Cage match
  - OBD cubrió a Bolt después de una "Fron Powerslam".
- Motor City Machine Guns (Chris Sabin & Alex Shelley) derroraton a The Latin American Xchange (Homicide & Hernández) y No Limit (Naito & Yujiro) reteniendo el Campeonato Junior Peso Pesado en Parejas de la IWGP
  - Sabin cubrió a Naito con un Made in Detroit.
- Matt Morgan derrotó a Abyss en un Doomsday Chamber of Blood match
  - Morgan cubrió a Abyss después de una "Chokeslam" sobre unas chinchetas.
- Angelina Love derrotó a Awesome Kong (c) y Taylor Wilde ganando el Campeonato de Knockouts de la TNA
  - Love cubrió a Wilde después de que Kong la pateara.
  - Durante la lucha Sky enredo el pelo de Kong en la jaula para inmovilizarla.
- Team 3D (Brother Ray & Brother Devon) derrotó a Beer Money, Inc. (Robert Roode & James Storm) en un Phili Street Fight reteniendo el Campeonato en Parejas de la IWGP y ganando el Campeonato Mundial en Parejas de la TNA
  - Team 3D cubrió a Roode después de un "3D" sobre una mesa.
- Team Jarrett (Jeff Jarrett, Samoa Joe, A.J. Styles & Christopher Daniels) derrotó a Team Angle (Kurt Angle, Booker T, Scott Steiner & Kevin Nash) en un Lethal Lockdown match
  - Styles cubrió a Booker después de que Jarrett lo golpeara con una guitarra.
  - Después de la lucha, Bobby Lashley hizo su debut por TNA.
- Mick Foley derrotó a Sting ganando el Campeonato Mundial Peso Pesado de la TNA
  - Foley ganó tras escapar de la jaula.